# Arthur Shepherd
Arthur Shepherd, né le 19 février 1880 à Paris, Idaho et mort le 12 janvier 1958, est un compositeur et chef d'orchestre américain.

## Biographie
Originaire d'une famille de mormons, Shepherd entre au Conservatoire de Nouvelle-Angleterre à l'âge de douze ans. Diplômé, il rejoint les membres de sa famille qui a déménagé à Salt Lake City (Utah). Après leurs encouragements, il retourne sur la Côte Est et devient enseignant au Conservatoire où il a fait ses études. Il est chef de bande pour un courte période pendant la Seconde Guerre mondiale et rejoint Cleveland (Ohio) où il devient directeur assistant au Cleveland Orchestra puis retourne à l'enseignement à la Wester University de Cleveland. Il prend sa retraite en 1950 et meurt huit ans plus tard à l'âge de 77 ans.

## Œuvres
Il subit les influences de compositeurs tels que Percy Goetschius et George Chadwick, Arthur Farwell et Vaughan Williams ainsi que les impressionnistes français. 
Son catalogue de compositions comprend plus de cent œuvres dont des symphonies, des quatuors à cordes et des mélodies.
- Ouverture Joyeuse
- Horizons
- Triptych
- Quintette avec piano
- Matin Song
- He Came All So Still
- The Lost Child
- Nocturn
- Solitude
- Where Loveliness Keeps House
- Two-Step
- Exotic Dance No. 1
- From a Mountain lake
- Gigue Fantasque

## Source
- (en) Cet article est partiellement ou en totalité issu de l’article de Wikipédia en anglais intitulé « Arthur Shepherd » (voir la liste des auteurs).